# Вторая Бугульда
Вторая Бугульда — село в Заинском районе Татарстана. Входит в состав Аксаринского сельского поселения.

## География
Находится в восточной части Татарстана на расстоянии приблизительно 2 км на север по прямой от железнодорожной станции города Заинск.

## История
Основано в 1906—1911 годах. В советское время работали колхозы им. Молотова, им. Пушкина, им. 21-го партсъезда, позднее СПК «Нур».

## Население
Постоянных жителей было: в 1913—168, в 1920—172, в 1926—209, в 1938—185, в 1949—226, в 1958—272, в 1970—244, в 1979—155, в 1989 — 84, в 2002—106 (русские 89 %), 121 в 2010.